# Neopleustes carinatus
Neopleustes carinatus is een vlokreeftensoort uit de familie van de Pleustidae. De wetenschappelijke naam van de soort is voor het eerst geldig gepubliceerd in 1963 door Margulis.